# Уэст-Батон-Руж
Уэст-Ба́тон-Руж (англ. West Baton Rouge Parish, фр. Paroisse de Bâton Rouge Ouest) — приход штата Луизиана, США. Официально образован в 1807 году. Численность населения по состоянию на 2010 год составляла 23 788 человек.

## География
По данным Бюро переписи США, общая площадь прихода равняется 528,361 км2, из которых 497,280 км2 — суша, и 28,490 км2, или 5,600 %, — это водоёмы.

## Население
По данным переписи населения 2000 года на территории прихода проживает 21 601 житель в составе 7 663 домашних хозяйств и 5 739 семей. Плотность населения составляет 44,00 человека на км2. На территории прихода насчитывается 8 370 жилых строений, при плотности застройки около 17,00-ти строений на км2. Расовый состав населения: белые — 62,78 %, афроамериканцы — 35,49 %, коренные американцы (индейцы) — 0,20 %, азиаты — 0,19 %, гавайцы — 0,02 %, представители других рас — 0,53 %, представители двух или более рас — 0,79 %. Испаноязычные составляли 1,45 % населения независимо от расы.
В составе 37,60 % из общего числа домашних хозяйств проживают дети в возрасте до 18 лет, 51,50 % домашних хозяйств представляют собой супружеские пары, проживающие вместе, 18,20 % домашних хозяйств представляют собой одиноких женщин без супруга, 25,10 % домашних хозяйств не имеют отношения к семьям, 21,50 % домашних хозяйств состоят из одного человека, 7,10 % домашних хозяйств состоят из престарелых (65 лет и старше), проживающих в одиночестве. Средний размер домашнего хозяйства составляет 2,74 человека, и средний размер семьи 3,20 человека.
Возрастной состав прихода: 28,10 % — моложе 18 лет, 9,90 % — от 18 до 24, 30,60 % — от 25 до 44, 21,70 % — от 45 до 64, и 21,70 % — от 65 и старше. Средний возраст жителя прихода — 34 года. На каждые 100 женщин приходится 96,60 мужчин. На каждые 100 женщин старше 18 лет приходится 93,40 мужчин.
Средний доход на домохозяйство прихода составлял 47 298 USD, на семью — 22 101 USD. Среднестатистический заработок мужчины был 35 618 USD против 22 960 USD для женщины. Доход на душу населения составлял 47 298 USD. Около 13,20 % семей и 16,00 % общего населения находились ниже черты бедности, в том числе — 22,20 % молодежи (тех, кому ещё не исполнилось 18 лет) и 13,10 % тех, кому было уже больше 65 лет.